# 圣伊莱尔迪阿库埃 (旧市镇)
圣伊莱尔迪阿库埃（法語：Saint-Hilaire-du-Harcouët，法語發音：[sɛ̃.t‿ilɛʁ dy aʁkwɛ]）是法国芒什省的一个旧市镇，属于阿夫朗什区。2016年，圣伊莱尔迪阿库埃与市镇圣马丹德朗代勒和维雷合并为新的圣伊莱尔迪阿库埃。

## 地理
圣伊莱尔迪阿库埃（48°34'40"N, 1°5'31"W）面积10.12 平方千米，位于法国诺曼底大区芒什省，该省份为法国西北部沿海省份，西、北、东北三面环大西洋，东起顺时针与卡爾瓦多斯省、奧恩省、马耶讷省和伊勒-维莱讷省接壤。
与圣伊莱尔迪阿库埃接壤的市镇（或旧市镇、城区）包括：格朗帕里尼、拉庞蒂、穆利讷、莱洛日马尔希、圣布里斯德朗代勒、蒙托、圣乔治德兰唐博、阿姆兰、圣洛朗德泰尔加特、伊西尼-勒比阿、维雷。

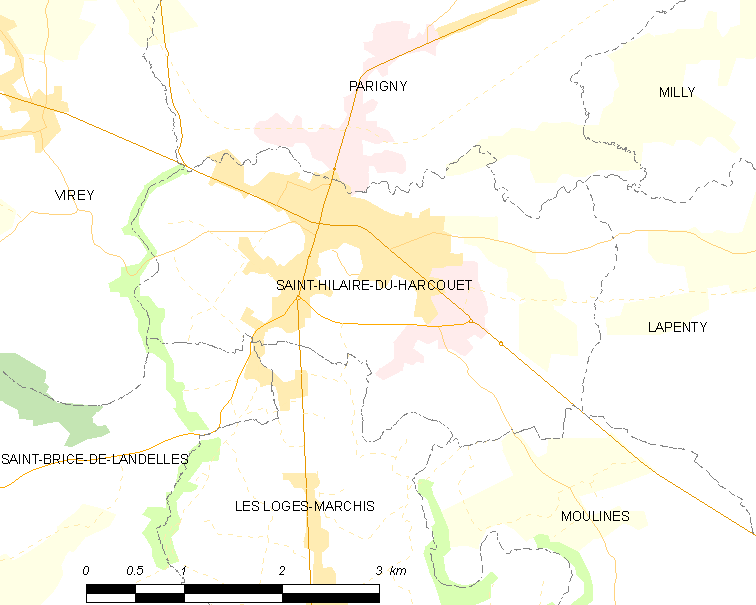
的OSM定位图

圣伊莱尔迪阿库埃的时区为UTC+01:00、UTC+02:00（夏令时）。

## 行政
圣伊莱尔迪阿库埃的邮政编码为50600、50730，INSEE市镇编码为50484。

## 政治
圣伊莱尔迪阿库埃所属的省级选区为圣伊莱尔迪阿库埃县。

## 人口

1962-2008年间人口变化图示

圣伊莱尔迪阿库埃于2018年1月1日时的人口数量为3781人。